# فیروزآباد (سبزدشت)
فیروزآباد یک روستا در ایران است که در دهستان سبزدشت شهرستان بافق واقع شده‌است. فیروزآباد ۱۵ نفر جمعیت دارد.